# Zdravka Bušić
Zdravka Bušić (Imotski, 6. rujna 1950.), hrvatska političarka i potpredsjednica HDZ-a. Po profesiji je arhivistica. Zamjenica ministra vanjskih poslova RH.

## Životopis
Nakon što je 1967. godine završila gimnaziju u Splitu, nastavila je školovanje u Beču i SAD. Diplomirala je političke znanosti i potom dovršila poslijediplomski studij arhivistike i informatike na Cleveland State University, SAD. Studij je završila cum laude, te je od 1981. do 1990. radila kao voditeljica katalogizacije i arhivistica u povijesnom institutu Western Reserve Historical Society u Clevelendu, te sveučilišnim knjižnicama Case Western Reserve University u Clevelendu i Oberlin College u Oberlinu, Ohio.
Sudjeluje 1990. god. u osnivanju HDZ-a, te se vraća u Hrvatsku. Do 1995. godina vodi arhiv u Uredu predsjednika RH Franje Tuđmana. Potom između 1995. i 2003., obnaša u dva mandata službu zastupnice u Hrvatskom saboru. 
Od 2004. do 2011. god. radi u Nacionalnoj i sveučilišnoj knjižnici u Zagrebu, kao savjetnica za informatizaciju.
Na izborima za Europski parlament 2013., izabrana je kao jedna od prvih 12 hrvatskih članova Europskog parlamenta. 
Zdravka Bušić je sestra je Zvonka Bušića, hrvatskog političkog emigranta koji je 1976. u SAD-u izveo otmicu zrakoplova kako bi skrenuo pozornost na potlačenost Hrvatske u Jugoslaviji, nakon čega je proveo 32 godine u američkom zatvoru.
Odlikovana je Redom kneza Trpimira s ogrlicom i Danicom i Redom Danice hrvatske s likom Katarine Zrinski.
Članica je predsjedništva Hrvatskog žrtvoslovnog društva, te članica izvršnog odbora "Zaklade Zvonko Bušić Taik".

## Vanjske poveznice
- Profil na službenoj stranici Europskog parlamenta
- Profil na službenoj stranici Hrvatskog sabora  Arhivirana inačica izvorne stranice od 2. travnja 2015. (Wayback Machine)
- Profil na mrežnim stranicama Europske pučke stranke  Arhivirana inačica izvorne stranice od 4. travnja 2015. (Wayback Machine)
- Biografija kod "Večernji list", pristupljeno 5. ožujka 2015.  Arhivirana inačica izvorne stranice od 3. travnja 2015. (Wayback Machine)
- Hrvatsko žrtvoslovno društvo: Članovi predsjedništva, pristupljeno 5. ožujka 2015.[neaktivna poveznica]